# 横沢町 (前橋市)
横沢町（よこざわまち）は、群馬県前橋市の地名。旧勢多郡大胡町大字横沢にあたる地名である。郵便番号は371-0233。面積は1.59km2(2013年現在)。

## 地理
赤城山の大胡軽石堆積物が造る台地上に位置し、町の東を寺沢川が深い谷を造って南流している。用水は寺沢川のほかに、江戸末期に築造されたと思われる芳山沼がある。水が豊富だったため、桑園面積が広かった。
西隣が堀越町、北隣が滝窪町がある。

### 河川
- 寺沢川

## 歴史
江戸時代頃からある地名である。はじめは大胡藩領、元和4年に前橋藩領、明和5年には幕府領、寛政2年には陸奥泉藩領と幕府領、文化3年には泉藩領と近江堅田藩領との相給となる。

### 年表
- 1889年 市町村制が施行され、1町7村が合併し、群馬県南勢多郡大胡村大字横沢となる。
- 1896年 郡統合（東群馬郡と南勢多郡の統合）により勢多郡に所属し勢多郡大胡村大字横沢となる。
- 1899年 大胡村が町制施行し大胡町が成立し勢多郡大胡町大字横沢となる。
- 2004年 平成の大合併で大胡町は、宮城村、粕川村とともに、前橋市に合併し、群馬県前橋市横沢町となる

## 世帯数と人口
2017年（平成29年）8月31日現在の世帯数と人口は以下の通りである。
| 町丁   | 世帯数  | 人口    |
| ------ | ------- | ------- |
| 横沢町 | 466世帯 | 1,226人 |

## 小・中学校の学区
市立小・中学校に通う場合、学区は以下の通りとなる。
| 番地 | 小学校             | 中学校             |
| ---- | ------------------ | ------------------ |
| 全域 | 前橋市立滝窪小学校 | 前橋市立大胡中学校 |

## 交通

### 鉄道
町内に鉄道駅はなく、上毛電気鉄道上毛線江木駅や大胡駅が周辺にある。

### バス
赤城タクシーが運行を行っているデマンドバス方式のふるさとバスがある。

### 道路
国道はなく、県道は群馬県道101号四ツ塚原之郷前橋線、群馬県道34号渋川大胡線が通過。

## 施設
- 雷電神社

## 避難所
当町が避難対象区域となった場合、近隣の滝窪町にある前橋市立滝窪小学校に避難する。